# 山本圭介 (アナウンサー)
山本 圭介（やまもと けいすけ、1975年2月7日 - ）は、TVQ九州放送のアナウンサー。神奈川県横浜市出身。

## 人物・履歴
- 1993年福岡大学に入学後はずっと九州で生活している。
- 卒業後の1997年、テレビ長崎にアナウンサーとして入社し、2005年7月まで勤務。
- 翌8月にTVQへ移籍。
- 福岡ソフトバンクホークス戦中継のスポーツ実況、経済番組を中心にあらゆるジャンルを担当してきた。

- ４児の父。
- Little Glee Monster（リトル グリー モンスター）のファン。

## 担当中の番組
- 土曜の夜は!おとななテレビ
- ふくサテ!

などでナレーションを中心に担当。

## 過去の担当番組

### テレビ長崎
- KTNスーパーニュース　キャスター
- KTNスピーク、KTNニュース などスポットニュース
- テレビみゅーで　中継リポーター
- できたてGopan　中継リポーター

### TVQ
- 九州けいざいNOW
- のびのび!カマンベーロ
- NEWS FINE FUKUOKA
- ルックアップふくおか
- ふくおかサテライト
- TVQスーパースタジアム